# Tino Casali
Tino Casali, vero nome Agostino (Milano, 25 aprile 1920 – Milano, 29 ottobre 2015) è stato un partigiano e politico italiano.

## Biografia
All'armistizio dell'8 settembre 1943, Casali si trovava in Francia, dove con lo pseudonimo di Auguste Colombani partecipava alla lotta partigiana contro i tedeschi nella zona di Collobrières (dipartimento del Var). Rientrato in Italia, collaborò all'organizzazione dei GAP di Milano, assumendo il nome di battaglia "Tino", col quale verrà in seguito sempre identificato. All'inizio del 1944 operò nell'oltrepò pavese, dove guidò il battaglione Cosenza e la brigata Casotti. Con il ruolo di commissario della divisione d'assalto "Antonio Gramsci" ebbe un ruolo di primo piano nell'insurrezione generale che condusse alla liberazione di Milano.
Dopo la guerra, fu tra i fondatori dell'ANPI e fu a lungo presidente provinciale di Milano. A cavallo tra gli anni '50 e '60 fu anche consigliere comunale di Milano, ed assessore dal 1980 al 1985. Ha promosso nel 1969 la costituzione del "Comitato Permanente Antifascista contro il Terrorismo per la difesa dell'Ordine Repubblicano", di cui è stato a lungo coordinatore, poi sostituito dal senatore Carlo Smuraglia.
Nel 2006 fu eletto eletto presidente nazionale dell'ANPI che diresse con ruoli operativi sino al 2009, quando diventò presidente onorario del comitato nazionale. Nel 2012 il sindaco di Milano Giuliano Pisapia gli conferì la benemerenza civica del Comune.

## Riconoscimenti
Nel 2016 il Comune di Milano ha deciso che il suo nome venga iscritto nel Famedio di Milano, all'interno del Cimitero Monumentale.